# Куп Македоније у фудбалу 2008/09.
Куп Македоније у фудбалу у сезони 2008/09 одржава се шеснаести пут у организацији Фудбалског савеза Македоније.
У шеснаестини финала која је играно у среду, 17. септембра 2008. учествовала су 32 клуба, од тога 12 из Прве лиге Македоније, 12 из Друге лиге, и 8 клубова нижег ранга који су прошли предтакмичење.
Утакмице шеснаестине финала играју се по једноструком куп систему.(једна утакмица)
Утакмице осмине финала, четвртфинала и полуфинала играју се по двоструком куп систему (две утакмице).
Финална утакмица се игра по једноструком куп систаму на Градском стадиону у Скопљу.
У случају нерешеног резултата код утакмица које се играју по једноструком куп систему у шеснаестини финала, одмах се изводе једанаестерци, а код финалне утакмице прво се играју два породужетка по 15 минута, па ако резултат и после тога остане нерешен изводе се једанаестерци.
Победник на утакмицма осмине финала, четвртфинала и полуфинала је екипа која је на обе утакмице дала више голова. Ако су екипе постигле исти број голова победник је екипа која је дала више голова у гостима У случају да је на обе утакмице постигнут истоветан резултат, победник се добија извођењем једанаестераца.
Победник Купа се пласира у Друго коло квалификација за УЕФА лигу Европе 2009./10

## Резултати

### Шеснаестина финала
17. септембар
| Утак. | Клуб, Место                    | Резултат | Клуб, Место                |
| 1     | Фортуна                        | 2:3      | Победа, Прилеп             |
| 2.    | Охрид 2004                     | 3:0 сл.  | Башкими, Куманово          |
| 3.    | Брегалница Штип                | 0:3 сл.  | Турново, Турново           |
| 4.    | Бардино                        | 0:4      | Милано, Куманово           |
| 5.    | Караорман Струга               | 0:3 сл.  | Беласица, Струмица         |
| 6.    | Гостивар                       | 0:3сл.   | Миравци, Миравци Ђевђелија |
| 7.    | Тетекс Тетово                  | 0:1      | Македонија ЂП, Скопље      |
| 8.    | Локомотива, Скопље             | 0:2      | Работнички Кометал, Скопље |
| 9.    | Нов Миленијум, Сушица Струмица | 1:0      | Цементарница 55, Скопље    |
| 10.   | Кравари                        | 0:4      | Шкендија 79 Тетово         |
| 11.   | Бабуна,                        | 0:3      | Вардар, Скопље             |
| 12.   | Слога Југомагнат Скопље        | 2:4      | Ренова, Џепчиште           |
| 13.   | Октомври                       | 0:1      | Металург, Скопље           |
| 14.   | Влазрими Кичево                | 0:2      | Силекс, Кратово            |
| 15.   | Кожув,                         | 1:4      | Пелистер, Битољ            |
| 16.   | Дрита                          | 2:1      | Напредок, Кичево           |

## Осмина финала
Утакмице су одигране 22. октобра и 29. октобра
| Утак. | Клуб, Место                | Укупан резултат | Клуб, Место                    | 1. утак. 22. октобар | 2. утак. 29. октобар |
| 1     | Металург, Скопље           | 0:1             | Милано, Куманово               | 0:1                  | 0:0                  |
| 2.    | Вардар, Скопље             | 1:3             | Ренова, Џепчиште               | 1:1                  | 0:2                  |
| 3.    | Работнички Кометал, Скопље | 3:0             | Нов Миленијум, Сушица Струмица | 1:0                  | 2:0                  |
| 4.    | Дрита                      | 1:5             | Миравци, Миравци               | 1:1                  | 0:4                  |
| 5.    | Силекс, Кратово            | 2:0             | Беласица, Струмица             | 2:0                  | 0:0                  |
| 6.    | Пелистер, Битољ            | 6:1             | Турново, Турново               | 4:0                  | 2:1                  |
| 7.    | Победа, Прилеп             | 1:5             | Македонија ЂП, Скопље          | 1:1                  | 0:4                  |
| 8.    | Шкендија 79, Тетово        | 5:1             | Охрид 2004                     | 3:0                  | 2:1                  |

## Четвртфинале
Жреб је обављен у Скопљу 6. новембра 2008.. Утакмице су одигране 26. новембра и 6. децембра
| Утак. | Клуб, Место      | Укупан резултат | Клуб, Место                | 1. утак. 26. новембра | 2. утак. 6. децембра |
| 1     | Ренова, Џепчиште | 0:1             | Работнички Кометал, Скопље | 0:0                   | 0:1                  |
| 2.    | Силекс, Кратово  | 1:4             | Милано, Куманово           | 0:2                   | 1:2                  |
| 3.    | Пелистер, Битољ  | 3:4             | Шкендија 79, Тетово        | 1:0                   | 2:0                  |
| 4.    | Миравци, Миравци | 1:4             | Македонија ЂП, Скопље      | 1:1                   | 0:3                  |

## Полуфинале
Жреб је обављен у Скопљу 25. децембра 2008.. Утакмице су одигране 8. априла и 6. маја
| Утак. | Клуб, Место                | Укупан резултат | Клуб, Место         | 1. утак. 8. априла | 2. утак. 6. маја |
| 1     | Работнички Кометал, Скопље | 3:2             | Шкендија 79, Тетово | 3:1                | 0:1              |
| 2.    | Македонија ЂП, Скопље      | 2:1             | Милано, Куманово    | 2:0                | 0:1              |

## Финале
25. маја
| Утак. | Клуб, Место                | Укупан резултат | Клуб, Место           |
| 1     | Работнички Кометал, Скопље | 1:1 6:5 пен     | Македонија ЂП, Скопље |

| Освајач Купа Македоније 2008/09. |
| -------------------------------- |
| Работнички Кометал 2. Титула     |